# The Tavern Knight
The Tavern Knight é um filme mudo britânico de 1920, dos gêneros aventura e história, dirigido por  Maurice Elvey e estrelado por Eille Norwood, Madge Stuart e Cecil Humphreys. Foi baseado no romance homônimo de Rafael Sabatini. Seu estado de conservação é classificado como desconhecido, o que sugere que é um filme perdido.

## Elenco
- Eille Norwood - O cavaleiro de Taverna
- Madge Stuart - Cynthia Ashburn
- Cecil Humphreys - Joseph Ashburn
- Teddy Arundell - Capitão Hogan
- Lawrence Anderson - Kenneth
- Charles Croker-King - Gregory Ashburn
- Clifford Heatherley - Coronel Pride
- Booth Conway - Oliver Cromwell
- J.E. Wickers - Charles Stuart